# Triboulet

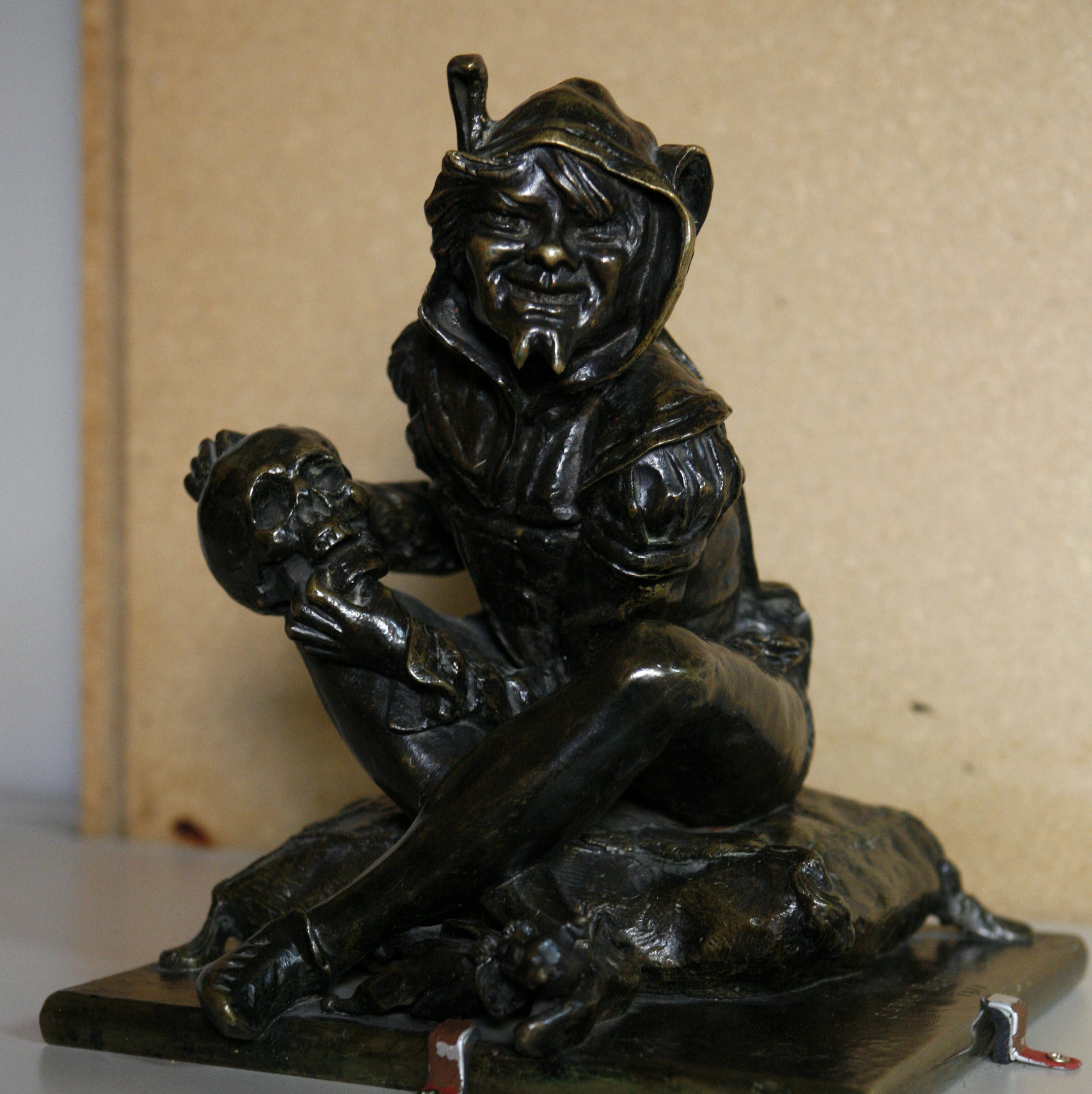
Narren och döden av Sarah Bernhardt.

Nicolas Ferrial, även känd som Le Févrial eller Triboulet, född 1479, död 1536, var en gycklare vid hovet hos kungarna Ludvig XII och Frans I av Frankrike.
Han förekommer i bok 3 i François Rabelais Pantagrueline-krönikor. Han medverkar också i Victor Hugos versdrama Kungen roar sig (1832). Giuseppe Verdi skrev operan Rigoletto (en blandning av "Triboulet" och franska rigoler - att skratta) i syfte att avleda den censur som Hugos verk hade fått efter dess offentliggörande.

## Biografi
Ferrial föddes i Frankrike 1479, och man tror att han led av mikrocefali, vilket påverkade både neurologiskt och fysiskt. Ferrial arbetade som hovnarr för kungarna Ludvig XII och Frans I. Som "Triboulet" var han känd för att vara extremt fyndig, ofta till den grad att han fick problem med kungligheter och adelsmän efter att ha gått för långt med sina skämt.

## Berömda citat
Triboulet kom en gång till monarken med ett klagomål.
Triboulet: "En adelsman har hotat att hänga mig!"
Monarken: "Oroa dig inte! Om han hänger dig kommer jag att få honom halshuggen femton minuter senare."
Triboulet: "Jaha, skulle det vara möjligt att halshugga honom 15 minuter innan?"
En gång kunde Triboulet inte hålla sig och slog Frans I på rumpan, till glädje för de omgivande adelsmännen. Monarken tappade humöret och hotade att avrätta Triboulet. Lite senare lugnade monarken ner sig lite och lovade att förlåta Triboulet om han kunde komma på en ursäkt som var ännu mer förolämpande. Varpå Triboulet svarade: "Jag är så ledsen, ers majestät, att jag inte kände igen er! Jag trodde ni var drottningen!
Till slut drog Triboulet sina skämt för långt och Frans I beordrade att Triboulet skulle dödas för att än en gång ha brutit mot order att inte dra skämt om drottningen. Eftersom Triboulet hade tjänat Frans I under många år, fick han välja hur han skulle dö. Triboulet ska då ha svarat: "Gode herre, vid Sankta Nitouche och Sankta Pansard, vansinnets beskyddare, så ber jag att få dö av ålderdom." Eftersom han inte hade något annat val än att skratta, beordrade Frans I att Triboulet inte skulle avrättas utan istället förvisas från riket.